# 红山文化玉龙
红山玉龙，又称C龙、C型龙，是在中国红山文化遗址中发现的龙形雕刻，通常由玉石雕成。整体呈C字型，头部类似野猪，背部有类似背鬃的形状并上翘，尾部较钝，通身没有纹饰。由于其造型古朴简单，被认为是中国中原地区龙型崇拜文化的起源。位列2013年颁布的第三批禁止出境展览文物目录。
红山文化玉龙出土已有上百年的历史，面世玉龙已有26件。
華夏銀行取其形象為標誌圖案。